# Daytime Emmy Awards 2010
La cerimonia della 37ª edizione dei Daytime Emmy Awards (37th Daytime Emmy Awards) si è tenuta al Las Vegas Hilton il 27 giugno 2010 e ha premiato i migliori programmi e personaggi televisivi del 2009.
La cerimonia è stata presentata da Regis Philbin e Susan Lucci ed è stata trasmessa dalla CBS.
Le nomination sono state annunciate il 12 maggio 2010.

## Daytime Emmy Awards

### Migliore serie drammatica
- Beautiful (CBS)
- Febbre d'amore (CBS)
- General Hospital (ABC)
- La valle dei pini (ABC)

### Migliore attore in una serie drammatica
- Michael Park – Così gira il mondo
- Peter Bergman – Febbre d'amore
- Doug Davidson – Febbre d'amore
- John Lindstrom – Così gira il mondo
- James Scott – Il tempo della nostra vita

### Migliore attrice in una serie drammatica
- Maura West – Così gira il mondo
- Sarah Brown – General Hospital
- Crystal Chappell – Sentieri
- Bobbie Eakes – La valle dei pini
- Michelle Stafford – Febbre d'amore

### Migliore attore non protagonista in una serie drammatica
- Billy Miller – Febbre d'amore
- Bradford Anderson – General Hospital
- Ricky Paull Goldin – La valle dei pini
- Jonathan Jackson – General Hospital
- Brian Kerwin – Una vita da vivere

### Migliore attrice non protagonista in una serie drammatica
- Julie Pinson – Così gira il mondo
- Beth Chamberlin – Sentieri
- Carolyn Hennesy – General Hospital
- Bree Williamson – Una vita da vivere
- Arianne Zucker – Il tempo della nostra vita

### Migliore attore giovane in una serie drammatica
- Drew Tyler Bell – Beautiful
- Scott Clifton – Una vita da vivere
- Zack Conroy – Sentieri
- Drew Garrett – General Hospital
- Dylan Patton – Il tempo della nostra vita

### Migliore attrice giovane in una serie drammatica
- Julie Marie Berman – General Hospital
- Molly Burnett – Il tempo della nostra vita
- Shelley Hennig – Il tempo della nostra vita
- Christel Khalil – Febbre d'amore
- Marnie Schulenburg – Così gira il mondo

### Migliore team di sceneggiatori di una serie drammatica
- Beautiful
- Così gira il mondo
- Febbre d'amore
- La valle dei pini

### Migliore team di registi di una serie drammatica
- General Hospital
- Beautiful
- La valle dei pini
- Una vita da vivere